# Statistinnen des Lebens
Statistinnen des Lebens ist ein deutscher Stummfilm aus dem Jahre 1913 mit Lissy Lind und Hans Marr in den Hauptrollen.

## Handlung

### Erster Akt
Im Mittelpunkt des Geschehens stehen die beiden Töchter eines völlig verarmten Schusters. Die Schwestern heißen Gretchen und Lia und könnten unterschiedlicher nicht sein. Während die eine, Gretchen, als Laufmädchen in einem Putzsalon arbeitet und ihre bescheidenen Erwartungen vom Leben durch ihre armseligen Klamotten Ausdruck verleiht, ist die andere, Lia, stets ein wenig hochnäsig, weil sie glaubt, etwas besseres zu sein. Sie arbeitet als Chorsängerin am Theater und hat schon so manchen Gönner an sich herangelassen. Gretchens Herz gehört einem Hünen von Mann namens Hans, einem Lokomotivführer. In seiner Anwesenheit traut sich Gretchen ihrem stets verdrießlichen und brummigen Vater endlich ihren Herzenswunsch zu gestehen, dass auch sie zum Theater wolle. Der Alte ist strikt dagegen und macht Lia Vorwürfe, ihrer Schwester Gretchen diesen Floh ins Ohr gesetzt zu haben. Dann entfernt sich Hans wieder, denn der Zug pfeift und er muss zur Arbeit. 
Gretchen will jedoch nicht mehr von ihrem Traum, der Schauspielerei, lassen. Dennoch muss sie zunächst weiterhin als Laufmädchen schuften, während Lia in den Armen ihres neuen Verehrers das wüste Nachtleben auskostet. Als ihr Gönner sie küssen möchte, findet dies Lias Zustimmung. Erst sehr spät kehrt die junge Frau heim und erzählt dem fragenden Gretchen in Sektlaune von ihrem beschwingten Barbesuchen in der Nacht. Ihr lastvolles Leben mit dem lustvollen ihrer Schwester Lia vergleichend, kommt Gretchen zum Schluss, dass sie endliche Nägel mit Köpfen machen muss, wenn sich jemals etwas ändern soll. Tatsächlich hat gleich ihr erster Versuch, ein Engagement zu erhalten, Erfolg. Der Direktor desjenigen Theaters, bei dem Lia als Choristin beschäftigt ist, gibt ihr einen gut dotierten Vertrag. Hans, der Brausekopf, ist damit zunächst gar nicht einverstanden, doch mit viel Sanftmut und Überredungskunst kann Gretchen ihn von der Richtigkeit ihrer Entscheidung überzeugen. Abend für Abend holt der stattliche Riese nun sein Gretchen vom Theater ab und geleitet sie nach Hause.

### Zweiter Akt
Der smarte und betuchte Graf Ratzikow sieht Gretchen auf der Bühne spielen und fragt den Theaterportier nach ihr aus. In seinem Auftrag steckt die Garderobiere ihr einen Briefumschlag zu, in dem sich ein edler Fingerreif und eine Einladung zum Souper mit dem Grafen befindet. Hin- und hergerissen zwischen ihrer Liebe zum treuen Hans und der Verlockung eines nächtlichen Abenteuers mit einem Nobelmann entscheidet sich Gretchen für die kleine Sünde, denn: einmal ist keinmal, wie sie glaubt. Diesmal wartet Hans umsonst am Personaleingang und muss vom Portier erfahren, dass sein Gretchen bereits fort ist. Lia indes ist gleichfalls erpicht darauf zu erfahren, wohin es das Schwesterchen heut Abend derart eilig getrieben hat. Auf dem Garderobentisch im Theater sieht sie die schriftliche Einladung Ratzikows in das schicke Restaurant Royal. Im Gefühl, dass Gretchen sich in die Fänge eines wenig noblen Verführers begeben haben könnte, eilt Lia geschwind in ebendiese Lokalität, um Gretchen vor etwaigen Unbilden zu bewahren. Lia stürmt ins Séparée, wo sich der Lustgraf bereits über Gretchen als seine persönliche Vorspeise zu machen versucht. Lias Aufgebrachtheit lockt ihm lediglich ein Hohnlachen hervor. Gretchen folgt ziemlich verwirrt ihrer Schwester nach Hause. Dort wartet bereits ihr Hans, der, um sie nicht an irgendwelche Verlockungen zu verlieren, nunmehr sofort heiraten möchte. Damit ist Gretchens Theaterkarriere passé.
Nun ist sie ganz Hausfrau und verlebt ein Jahr in absoluter Heim-und-Herd-Beschaulichkeit. Ihre Sehnsucht nach der Theaterluft ist im Lauf der Zeit jedoch nicht gewichen. Eines Tages rollt zufällig das Fahrzeug Ratzikows an ihr vorbei. Der Nobelmann lässt halten und begleitet Gretchen nach Hause. Wenige Zeit später steht der Graf erneut in ihrem Türrahmen. Sie ist Wachs in seinen Händen und sinkt nach anfänglichem Widerstand in seine Arme, er aber bringt dasjenige zu Ende, bei dem er vor Jahren im Séparée von Lia so unschön gestört wurde. Wieder allein, regt sich in Gretchen das schlechte Gewissen, und sie beginnt an den kreuzbiederen Hans zu denken, der ihr stets so treu ist, während sie auf der Suche nach Aufregung und Spannung sich der „Sünde“ hingab. Hans kommt von der Arbeit heim und bemerkt sofort, dass seine Frau so ganz anders ist als sonst. Sehr verschlossen und in sich gekehrt. Er glaubt, dass sie erkrankt sei und rät Gretchen, frühzeitig ins Bett zu gehen. Sie gehorcht Hans und kann ihr schlechtes Gewissen nicht länger verbergen. Da bricht es aus Gretchen heraus, und sie gesteht Hans, dass sie soeben fremdgegangen ist. Nach einem kurzen Moment des Schocks bricht in ihm der nackte Zorn seine Bahn, und er wirft seine untreue Gattin aus dem Haus. Gretchen fällt beim Hinausstürmen die Treppe hinunter und bleibt vor den Stufen regungslos liegen. Hans versucht mit all seiner Liebe sie zu retten, doch seine Frau stirbt in seinen Armen.

## Produktionsnotizen
Statistinnen des Lebens entstand im Messter-Film-Atelier in Berlins Blücherstraße 32. Der Zweiakter mit einer Länge von rund 800 Metern passierte im April 1913 die Filmzensur und wurde wenig später (bis spätestens Juni 1913) uraufgeführt.

## Kritiken
„Der Film ist wirkungsvoll.“